# Thaba-Khubelu Community
Thaba-Khubelu Community är en gemenskap i Lesotho.   Den ligger i distriktet Qacha's Nek, i den centrala delen av landet, 130 km sydost om huvudstaden Maseru.